# 八幡神社 (伊東市松原)
八幡神社（はちまんじんじゃ）は、静岡県伊東市松原にある神社。地名を冠して、(伊東)松原八幡神社（(いとう)まつばら はちまんじんじゃ）とも称される。

## 概要
伊東駅南方の松原地区、鉄道トンネルが潜り込んでいく丘の上に、松原公園と隣接する形で鎮座している。
創建は平安時代末、漁師が海中から発見した神像を祀るために、伊東祐継が松原の地に社を造営させたのが始まりとされ、近年発見された記録によると神像を見つけた年は久寿元年（1154年）とされる。
10月中旬の例大祭（伊東秋祭り）では、神輿の海上渡御なども行われる。

## 祭神
- 誉田別尊

## 文化財
- 杉崎神社の鰐口 - 市指定工芸品[5]。